# Dah Chong Hong
Dah Chong Hong ist ein Mischkonzern mit Sitz in Hongkong.

## Taipei Triangle Motors

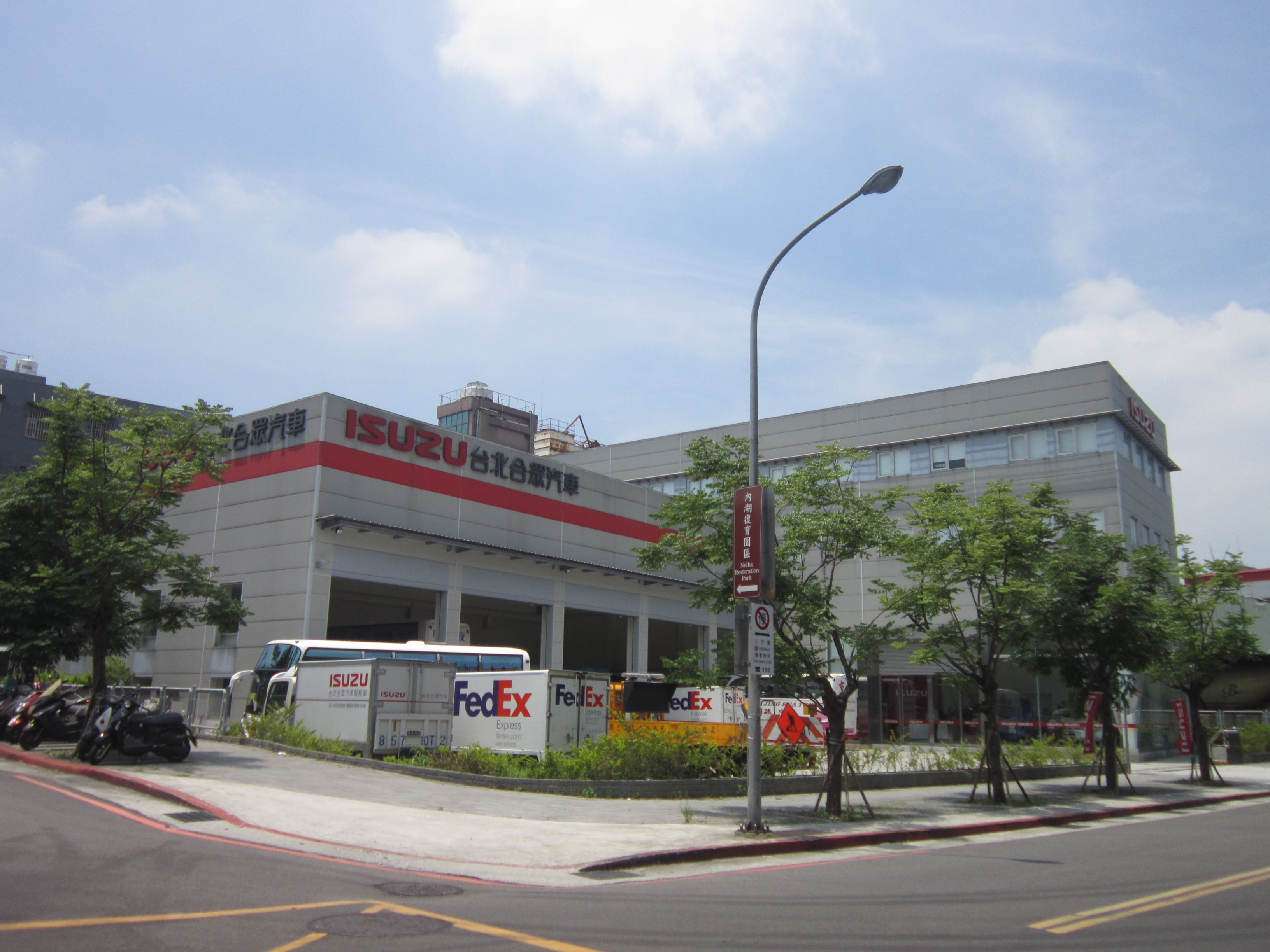
Hauptsitz von Taipei Triangle Motors

Die Tochtergesellschaft Taipei Triangle Motors wurde 2011 gegründet und ist alleiniger Isuzu-Vertriebspartner in Taiwan. Damit trat sie die indirekte Nachfolge von Taiwan Isuzu Motors an.
Im Jahr 2014 wurde ein eigenes Montagewerk eröffnet, in dem SKD-Bausätze von Isuzu-Fahrzeugen hergestellt werden.